# Andreas Vollenweider
Andreas Vollenweider (né le 4 octobre 1953 à Zurich) est un musicien suisse.
Il est généralement classé dans le genre world-pop-jazz.
Son instrument de prédilection est une harpe électro-acoustique de sa conception, mais il joue également d'une grande variété d'instruments du monde entier. De nombreux musiciens participent à l'enregistrement de ses compositions, allant de simples solos à des suites pour orchestres et solistes. Sa musique est principalement instrumentale. Il s'est également illustré dans des compositions faisant appel à la voix. Ses collaborateurs incluent Bobby McFerrin, Carly Simon, Djivan Gasparyan, Luciano Pavarotti, Ladysmith Black Mambazo et Milton Nascimento.

## Discographie
- Eine Art Suite in XIII Teilen (An Art Suite in XIII Parts), 1979
- … Behind the Gardens - Behind the Wall - Under the Tree …, 1981
- Caverna Magica (… Under the Tree - In the Cave …), 1982
- Pace Verde, "maxi-single" pour Greenpeace, 1983
- White Winds (Seeker's Journey), 1984
- Down To the Moon, 1986, Grammy winning album
- Dancing With the Lion, 1989
- Traumgarten (Garden of Dreams), 1990 (collaboration avec son père, l'organiste Hans Vollenweider)
- The Trilogy, 1990 (compilation de Behind the Gardens, Caverna Magica, White Winds, Pace Verde et de pièces issues de Eine Art Suite)
- Book of Roses, 1991
- Eolian Minstrel, 1993 (chansons, avec Carly Simon & Eliza Gilkyson, vocals)
- Andreas Vollenweider and Friends - Live, 1994 (discontinued, see below)
- Kryptos, 1997
- Cosmopoly, 1999, collaborations with Bobby McFerrin, Abdullah Ibrahim, Ray Anderson, Milton Nascimeto, Jivan Gasparyan…
- The Essential Andreas Vollenweider, 2001 (compilation)
- Vox, 2004
- "Storyteller", 2005, compilation, incl. bonus DVD with excerpts from historic live performances
- Magic Harp édition CD/DVD (release Juin 2005 USA et CANADA, 2005
- "Midnight Clear", 2006, collaboration w/ Carly Simon
- "The Magical Journeys of Andreas Vollenweider", 2010, double DVD, almost 4 hours of live concerts, documentaries, video clips, interviews…
- "Andreas Vollenweider & Friends, 25 years live, 1982-2007
- "AIR", 2009.                         Quiet places 2020